# Nell
Nell je americký film režiséra Michaela Apteda.

## Technické údaje o filmu
Snímek byl natáčen převážně v lesích Severní Karolíny. Do kin byl uveden poprvé 13. prosince 1994. V USA vydělal 33 592 700 $.

## Děj snímku
Film byl natočen podle hry Idioglossia Marka Handleye. Vypráví příběh přibližně třicetileté Nell, jež vyrůstala sama se svou matkou v opuštěné lesní chatrči a svět nevěděl o její existenci. Nell se nenaučila správně mluvit a používala vlastní jazyk, který byl velmi zkomolenou angličtinou.
Po smrti své matky byla Nell objevena doktorem z nedalekého městečka Jerry Lowellem, který se jí pokusil pomoci začlenit se do normální společnosti. Nell se brzy dostala do centra zájmu renomovaných psychologů, protože představovala řídký případ vlčího dítěte. Z převážně vědeckých důvodů se o ní proto začala zajímat i psycholožka doktorka Paula Olsen.
Začal boj mezi doktorem Lowellem a doktorkou Olsen o to, zda se péče o Nell zaměří na pomoc Nell, nebo na její „zkoumání“ v laboratorních podmínkách. Jerry se nakonec sblížil s Paulou a oběma se podařilo před soudem prosadit, i s pomocí emotivního výstupu samotné Nell, že Nell je duševně zdravá a není třeba ji izolovat.
Nell se naučila mluvit anglicky a zůstala ve svém lesním království, kam si občas zvala i své přátele – manžele Jerryho a Paulu Lowenovi.

## V hlavních rolích
- Jodie Foster – Nell Kellty
- Liam Neeson – Dr. Jerome 'Jerry' Lovell
- Natasha Richardson – Dr. Paula Olsen
- Richard Libertini – Dr. Alexander Paley
- Nick Searcy – Sheriff Todd Peterson
- Robin Mullins – Mary Peterson
- Jeremy Davies – Billy Fisher

## Ocenění
Jodie Foster byla za titulní roli nominována na Oscara v kategorii nejlepší herečka v hlavní roli. Snímek byl nominován i na tři Zlaté globy – za nejlepší drama, nejlepší hudbu (Mark Isham) a znovu nejlepší herečku v dramatickém díle (Jodie Foster). Za nejlepší herecký výkon byla Jodie Foster nominována i na filmovou cenu MTV.